# 陽安線
陽安線（ようあんせん、中文表記: 陽安铁路）は中華人民共和国陝西省陽平関駅と安康駅を結ぶ全長356.5kmの鉄道路線。複線・電化・設計速度120km/h。